# Port Talbot
Port Talbot is een haven- en industriestad in de Welshe county borough Neath Port Talbot.
Port Talbot telt 37.276 inwoners.
Port Talbot heeft sinds begin 20e eeuw een staalfabriek, de grootste van het Verenigd Koninkrijk. Deze voormalige vestiging van British Steel is nu in handen van Tata Steel; de haven kan ertsschepen tot 170.000 ton dwt. ontvangen. Op 15 september 2023 maakte de Indiase directie plannen bekend om van de productie van nieuw staal over te schakelen op de recycling van staal. Daardoor gaat mogelijk een groot deel van de vierduizend arbeiders zijn baan verliezen.

## Geboren in Port Talbot
- Peg Entwistle (1908-1932), actrice
- Anthony Hopkins (1937), acteur en componist